# Карсон Тайлер
Карсон Тайлер (англ. Carson Tyler, нар. 9 червня 2004) — американський стрибун у воду, призер чемпіонату світу.